# Уилламеттский университет
Уилламеттский университет (англ. Willamette University) — частный гуманитарный колледж в Сейлеме в штате Орегон, США. Основанный в 1842 году, он является старейшим университетом на западе США. Уилламетт входит в Аннаполисскую группу колледжей и состоит из Колледжа гуманитарных наук (англ. College of Liberal Arts) и аспирантуры по бизнесу и праву. Университет входит в дивизион III северо-западной конференции NCAA. Всего в бакалавриате и магистратуре Уилламетта обучается около 2100 студентов.
Университет был основан членами местной методистской миссии в 1842 году как Институт Орегона, однако в 1844 году миссия была ликвидирована, а в 1853 году институт был преобразован в университет. В Уилламетте появилась первые во второй половине XIX века медицинская школа и юридический факультет на всём Северо-Западе США. В XX веке университет породнился с Токийским международным университетом и начал принимать участие в межвузовских соревнованиях по лёгкой атлетике.
Программы бакалавриата Уилламетта действуют в Колледже гуманитарных наук. По оценкам US News & World Report за 2020 год университет занял 68-е место среди американских гуманитарных колледжей. Старейшая аспирантура в университете действует в юридическом колледже, основанном в 1883 году и в настоящее время расположенном в юридическом центре имени Трумэна Уэсли Коллинза (англ. Truman Wesley Collins Legal Center). Высшая школа менеджмента имени Аткинсона (англ. Atkinson Graduate School of Management), основанная в 1974 году, расположена в здании Сили-Джи-Мадд-билдинг (англ. Seeley G. Mudd Building). Также в 1996 году в университете был открыт педагогический факультет, на котором обучалось порядка 100 студентов, но в 2014 году он был закрыт.